# طيب زين الدين
سيدنا طيب زين الدين بن سيدي جيفانجي (وُلد: 1782 م - تُوفي في 15 ذو القعدة 1252 هـ الموافق 1836 م، في سورت، بالهند) كان الداعي المطلق الخامس والأربعين من طائفة البهرة الداوودية. خلف شقيقه الداعي الرابع والأربعين سيدنا محمد عز الدين بن سيدي جيفانجي في المنصب الديني عن عمر يناهز 38 عامًا.
فترة الدعوة: 1236 – 1252 هـ / 1821 – 1836 م
مكان مكتب الداعي: سورات، الهند
الوفاة: 15 ذو القعدة 1252 هـ
الموازين: سيدي الشيخ آدم صفي الدين، سيدي هبة الله جمال الدين
المكاسر: محمد بدر الدين

## العائلة
كان اسم والده سيدي جيفانجي بن شيخ داود بهاي، بينما كانت والدته بوجي باي صاحبة بنت ملا أحمد جي. كان الأخ الأكبر للداعي السابق (محمد عز الدين). كان والد بوجي باي صاحبة حفيد سيدي عبد القادر حكيم الدين، بينما كانت والدتها آمنة باي صاحبة حفيدة سيدي حسنجي بادشاه، سليل سيدي فخر الدين شهيد.

## الدعوة
أصبح طيب زين الدين الداعي المطلق عام 1236هـ الموافق 1821م. وكانت فترة دعوته هي 1821 - 1836 م الموافق 1236 - 1252 هـ.

## الوفاة

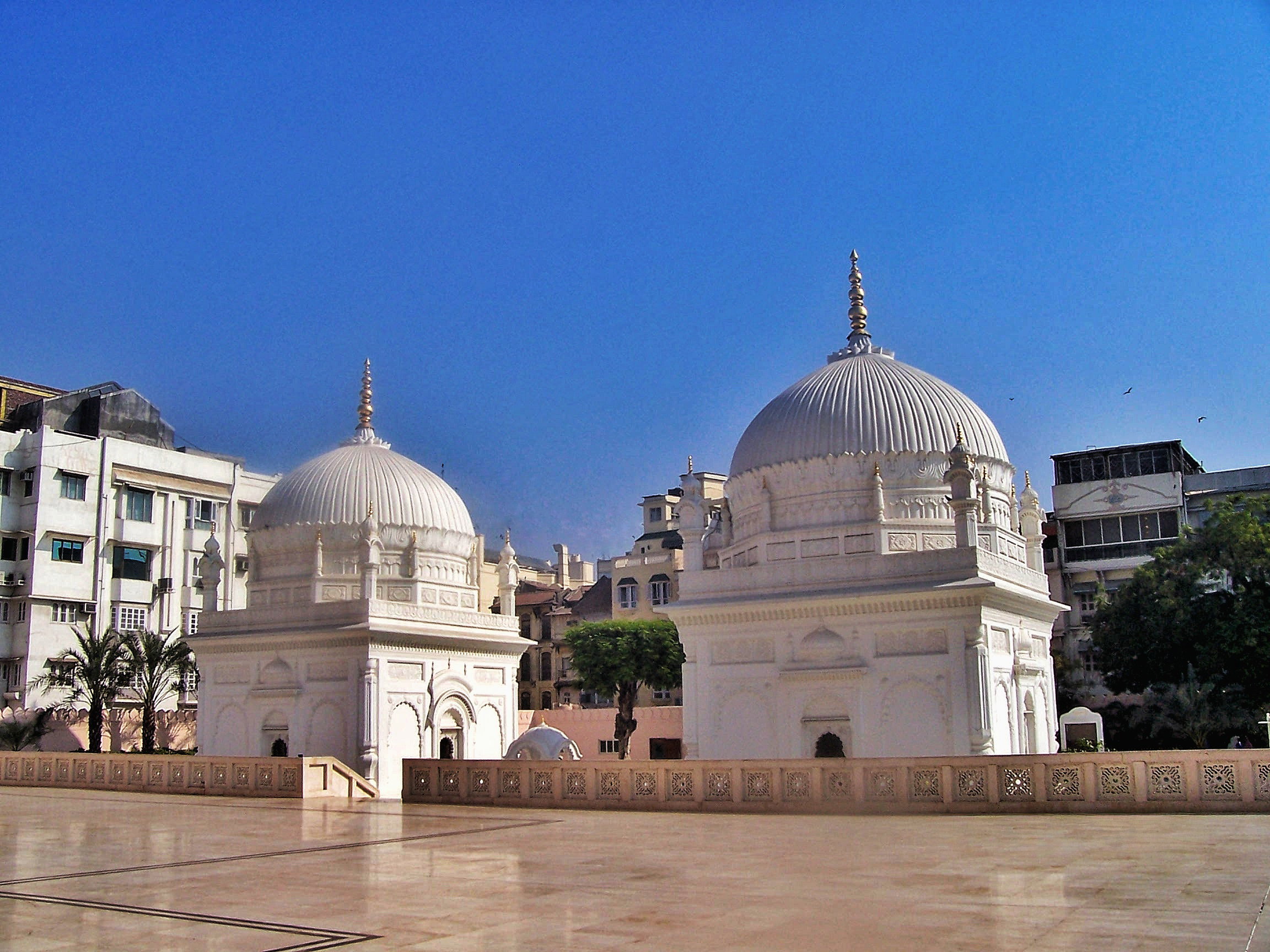
موقع دفن طيب زين الدين في سورت بالهند

توفي عن عمر يناهز 54 عامًا، وينحدر منه الداعي الحالي.

## روابط خارجية
- الإسماعيلية تاريخها وعقيدتها تأليف فرهاد دفتري (فصل -الإسماعيلية المستعلية-ص 113). 300-310)

| ألقاب شيعيَّة                                                 | ألقاب شيعيَّة                                                  | ألقاب شيعيَّة         |
| ----------------------------------------------------------- | ------------------------------------------------------------ | ------------------- |
| طيب زين الدين الداعي المطلقولد: 1782 م توفي: 20 شباط 1837 م |                                                              |                     |
| سبقه محمد عز الدين                                          | الداعي المطلق الخامس والأربعون (45) 1236–1252 هـ/1821–1836 م | تبعه محمد بدر الدين |